# Kirschbach (Lottenbach)
Der Kirschbach ist ein rechter Nebenfluss des Lottenbachs in Weimar und im Landkreis Weimarer Land. Er entspringt bei Niedergrunstedt, nimmt den in Obergrunstedt entspringenden Stierenbach auf und fließt von dort bis Weimar, wo er westlich der Wallendorfer Mühle in den Lottenbach mündet. 

## Verlauf
Der Kirschbach entspringt bei Niedergrunstedt, wo in diesen auch der in Obergrunstedt entspringende Stierenbach mündet, und fließt von dort Richtung Nordosten durch Niedergrunstedt. Der Bach fließt auf der Ilm-Saale-Kalkplatte bis zur Wallendorfer Mühle, die durch den Lottenbach angetrieben wurde. Das Tal des Kirschbachs ist im oberen Bereich der Tonplatten nur flach eingekerbt, besitzt aber in der Nähe des Ilmtal-Grabens starke Reliefenergie. Dort mündet er in den Lottenbach in unmittelbarer Nähe einer Forellenzuchtanlage. Der Kirschbach fließt zwischen dem Galgenberg im Nordosten und dem Böckelsberg im Süden und durchbricht dabei die härtere Crinoidenkalkstufe. In seinem Verlauf nimmt er mehrere Schichtquellen auf.

## Geschichte und Nutzung
Der Kirschbach ist ab 1634 als Katzbach und Kaczschbach belegt und heißt 1792 Kirschbach. Der Name leitet sich von ahd. quard (Kot), um den sumpfigen Charakter des Tals zu bezeichnen, oder vom slawischen kačka für Ente oder gat für Sumpf ab. Der Name änderte sich am Ende des 19. Jahrhunderts, wegen der dort damals befindlichen Kirschbaumplantagen. Im Bereich des Kirschbachtals befand sich im 10./11. Jahrhundert ein Dorf, welches durch wellenverzierte Keramik belegt ist. Das Kirschbachtal war ein beliebtes Motiv der Weimarer Malerschule.
Hans-Joachim Leithner erwähnt mehrere Brunnenstuben im Kirschbachtal.